# Andriy Pryshchepa
Andriy Pryshchepa (né le 18 mai 1982 à Tcherkassy) est un coureur cycliste ukrainien, devenu ensuite directeur sportif.

## Palmarès
- 2002
  - 3e du Tour de Ribas
- 2003
  - 2e du Tour de Ribas
- 2004
  - Coppa Lanciotto Ballerini
  - Coppa Ciuffenna
  - 2e de la Coppa Apollo 17
  - 3e du Giro del Mendrisiotto
  - 3e du Trofeo Alcide Degasperi
- 2006
  - 1reb étape du Tour du Frioul-Vénétie julienne (contre-la-montre par équipes)

## Classements mondiaux
| Année           | 2005 | 2006 | 2007  |
| --------------- | ---- | ---- | ----- |
| UCI Europe Tour | 777e |      | 1432e |